# Mondfinsternis vom 16./17. Juli 523 v. Chr.
Die in babylonischen Quellen notierte Mondfinsternis vom 16./17. Juli 523 v. Chr. gehört zur Gattung der ACT-Texte.
Besondere Bedeutung erlangte diese Aufzeichnung durch Bezug auf den achämenidischen Herrscher und babylonischen König Kambyses II. sowie wegen der späteren Erwähnung im Almagest von Claudius Ptolemäus. Heute befindet sich die Keilschrifttafel BM 33066 im British Museum zu London.

## Hintergrund
Bei dem erwähnten astronomischen Ereignis handelte es sich um eine partielle Mondfinsternis, die aufgrund der Angaben im Keilschrifttext genau zu datieren war. Sie trat in der Nacht vom 16. auf den 17. Juli 523 v. Chr. um 21:04 Uhr (U.T.) ein; die erste visuelle Wahrnehmung gegen etwa 20:00 Uhr (U.T.).
In Umrechnung auf die Region Mesopotamien konnten die babylonischen Astronomen die Mondfinsternis ab etwa 22:30 Uhr Ortszeit beobachten; in Alexandria etwa ab 22:00 Uhr Ortszeit. Der 16./17. Juli entspricht im gregorianischen Kalender dem 11/12. Juni.

### Babylonische Erwähnung
Am 16. Juli erfolgte der Sonnenuntergang in der Region Mesopotamien gegen 19:00 Uhr Ortszeit. Der Schreiber des babylonischen Keilschrifttextes vermerkte die genaue Zeitangabe der Mondfinsternis:

„In der Nacht des 14. Du'zu, im siebten Jahr des Kambyses II., begann 1,67 BERU (200 Minuten) nach Sonnenuntergang die Bedeckung des Mondes. Ein leichter Nordwind wehte.“

### Aufzeichnung im Almagest
Claudius Ptolemäus berichtete in seinem Almagest ebenfalls über das Ereignis:

„Im siebten Jahr des Kambyses II., das ist das 225. Jahr in der Ära Nabonassar und der 17./18. Phamenoth im ägyptischen Kalender, eine Stunde vor Mitternacht in Babylonien und 1,85 äquinoktiale Stunden (110 Minuten) vor Mitternacht in Alexandria, trat die Mondfinsternis auf.“

## Datierung Regierungsantritt Kambyses
Aufgrund der zweimaligen Nennung des siebten Regierungsjahres von Kambyses II., dem 225. Jahr der Ära Nabonassar, konnte das dem Akzessionsjahr folgende erste Regierungsjahr von Kambyses II. in Verbindung mit dem Akitu-Fest für 529 v. Chr. ermittelt werden. Kambyses II. folgte zuvor nach dem Tod von Kyros II. 529 v. Chr. auf den Thron. Für Nabonassar ergibt sich das Jahr 747 v. Chr. als offizieller Regierungsbeginn.